# Allium regelii
Allium regelii — вид рослин з родини амарилісових (Amaryllidaceae); поширений в Афганістані, Ірані й Туркменістані.

## Опис
Цибулина майже куляста, 1–2 см у діаметрі; зовнішні оболонки чорнуваті. Стеблина при основі вкрита схованими під землею піхвами. Листків 2–3, лінійно-ланцетні, 0.5–1.5 см завширшки, ± зазубрені на краю.

## Поширення
Поширений у північному Афганістані, північно-східному Ірані й південному Туркменістані.